# Чарльз Дейна Гібсон
Чарльз Дейна Гібсон (англ. Charles Dana Gibson; 14 вересня 1867, Роксбері — 23 грудня 1944, Нью-Йорк) — американський художник та ілюстратор, відомий як творець феномену «дівчат Гібсона», що представляють собою ідеал краси на рубежі XIX—XX століть. Власник журналу «Life»

## Біографія
Гібсон народився в місті Роксбері, штат Массачусетс. Помітивши його пристрасть до малювання, батьки зарахували його в художню школу в Манхеттані. Через два роки навчання він залишив школу і зайнявся пошуками роботи. Його перший малюнок був опублікований в 1886 році в журналі «Life» Джона Емеса Мітчелла (англ. John Ames Mitchell). Згодом малюнки Гібсона з'являлися на сторінках цього видання протягом 30 років.
Гібсон малював ілюстрації практично для всіх великих видань Нью-Йорка: «Harper's Weekly», «Scribners» та «Collier's». Гібсон також ілюстрував книгу Ентоні Гоупа «В'язень Зенди», що вийшла в 1898 році, і її продовження «Руперт з Хенцау». Поява в 1890 році Дівчат Гібсона принесла художнику не лише популярність, але й багатство.

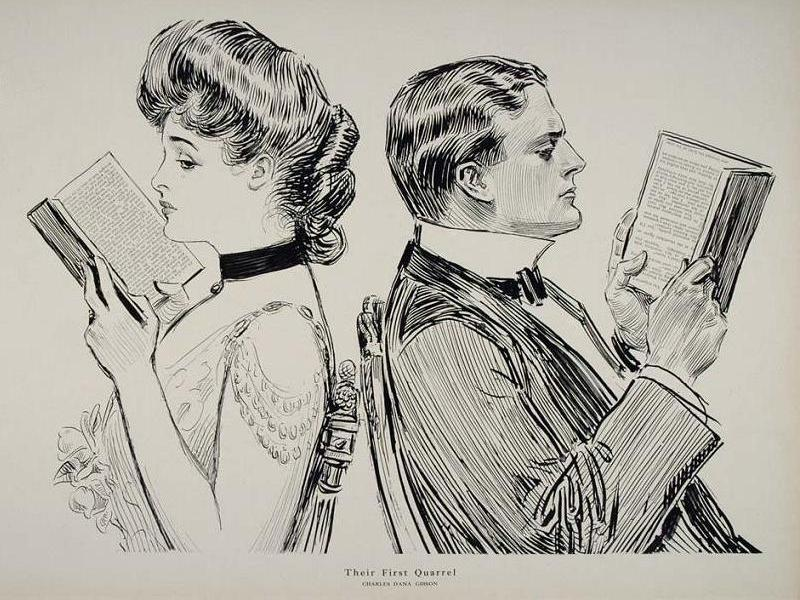
«Перша сварка», 1914

У 1895 році Гібсон одружився з Ірен Ленгхорн, сестрою Ненсі Астор, першою жінкою-парламентарем у британській Палаті громад. Обидві красуні-сестри, що вийшли з колись багатої сім'ї з Віргінії, стали прообразом для створення «Дівчат Гібсона».
Після смерті Мітчелла в 1918 році Гібсон став редактором, а потім і власником журналу «Life». Після Першої світової війни популярність «Дівчат Гібсона» пішла на спад. До відходу на спокій у 1936 році художник писав картини маслом для власного задоволення.
У його честь був названий коктейль Мартіні Гібсона, оскільки його улюбленим напоєм був мартіні з джином, прикрашений маринованою цибулею замість традиційних оливок і лимонної цедри. Гібсону належав острів недалеко від міста Айлсборо, штат Мен, який отримав назву «Острів 700 акрів». Там Гібсон і його дружина довго жили.
Після смерті в 1944 році Чарльз Дана Гібсон був похований на цвинтарі Маунт Оберн в місті Кембридж, штат Массачусетс.

## Роботи

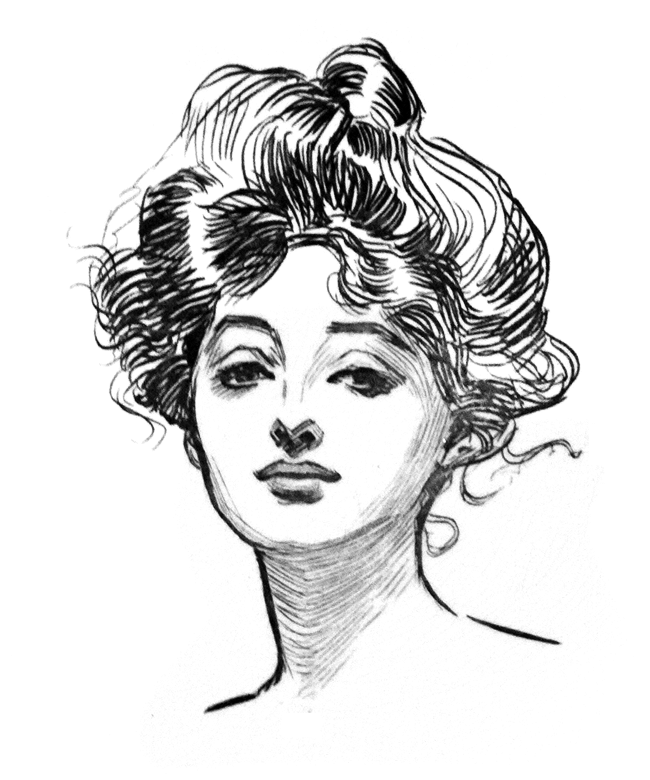
"Дівчина Гібсона", близько 1900 р.
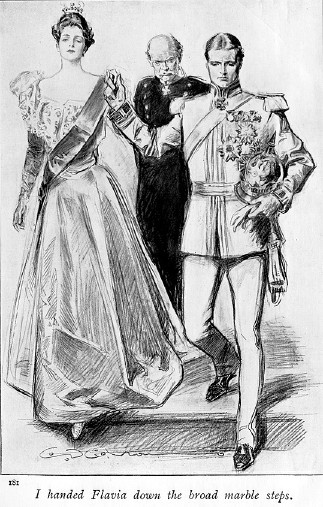
Фронтиспісі до "В'язня замку Зенд", 1898 р.
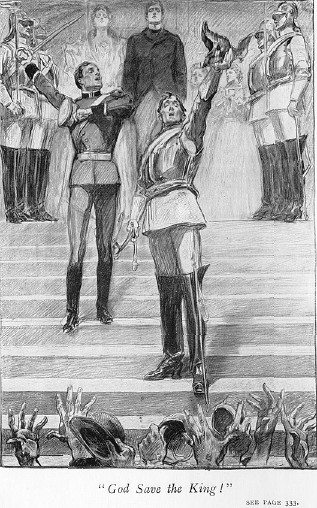
Ілюстрація до "Руперту з Хенцау", 1898 р.
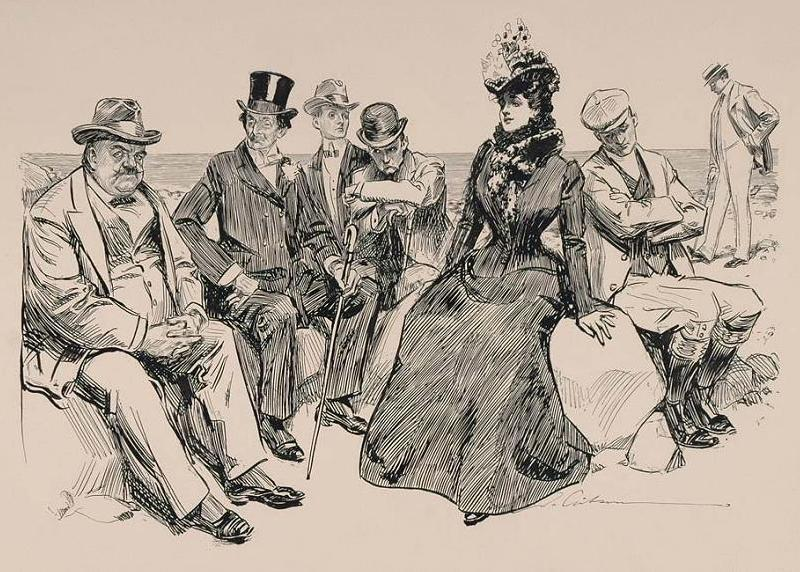
"На пляжі", 1901 р.

## Інші роботи
- Charles Dana Gibson (1905). Зарисовки из Египта. New York: Doubleday & McClure Co. Процитовано 27 липня 2009.